# Hans Jacob Koefoed
Hans Jacob Koefoed (11. maj 1785 i København – 3. februar 1870 sammesteds) var en dansk højesteretsassessor og generalauditør. Han var far til Jens, Peter og Vilhelm Koefoed.
Hans forældre var vinhandler Peder Koefoed (1749-1812) og Frederikke Koefoed, født Cammermeyer (1741-1816). Han blev student 1800, juridisk kandidat 1805, samme år volontær i Danske Kancelli, 1806 underkancellist i Højesterets justitskontor, 1809 protokolsekretær i Højesteret, 1811 assessor i Landsover- samt Hof- og Stadsretten i København, 1820 assessor i Højesteret og 1835 tillige generalauditør ved Søetaten.
Koefoed, der i sine yngre dage i mange år havde været en søgt juridisk manuduktør, nød stor anseelse som jurist og blev meget benyttet af regeringen, dels som medlem af undersøgelseskommissioner, dels ved forberedelsen af lovarbejder. Han var således bl.a. medlem af kommissionen i anledning af Jødefejden 1819-1820 og af undersøgelseskommissionerne mod finansdeputeret Christian Birch og stiftamtmand C.S. Bülow 1820; han deltog i udarbejdelsen af Sportelreglementet 1814, blev 1833 medlem af kommissionen, der skulle udarbejde forslag til en forandret indretning af den juridiske embedseksamen, 1839 af den kommission, der afgav betænkning over forslaget til en ny forordning om straf for ejendomsindgreb (Frd. 11. april 1840), 1842 og 1849 af kommissionerne angående en reform af den militære retspleje og den militære strafferet og 1850 af kommissionen til udarbejdelse af en ny borgerlig straffelov.
Blandt andre tillidshverv, der var ham betroet, kan nævnes, at han i en årrække var medlem af bestyrelsen for det Anders Sandøe Ørstedske Prismedaillelegat og medbestyrer af Den Hielmstierne-Rosencroneske Stiftelse. Som medlem af Rigsretten og sammes viceformand deltog Koefoed i påkendelsen af rigsretssagen mod ministeriet Ørsted, og dommen af 28. februar 1856, hvorved ministeriet frifandtes, er affattet efter hans udkast. Hans standpunkt i denne sag og de politiske anskuelser, han hyldede, blev vistnok bestemmende for, at valget, da embedet som justitiarius i Højesteret samme år skulle besættes, ikke faldt på ham, der i mange år havde været rettens «ledende Tanke» og «levende Lexikon».
I 1860, da han på grund af sit syns tiltagende svækkelse afskedigedes som højesteretsassessor, blev han udnævnt til gehejmekonferensråd. Embedet som generalauditør ved Søetaten fratrådte han 1862, da han uden held havde underkastet sig en operation for grå stær. Han døde i København 3. februar 1870.
Koefoed blev konferensråd 1840, gehejmekonferensråd 1860, Ridder af Dannebrog 1829, Dannebrogsmand 1836, Kommandør af Dannebrog 1843 og modtog Storkorset 1854.
Koefoed blev gift 24. maj 1831 i Søllerød Kirke med Johanne Louise Rottbøll (18. maj 1800 i København – 4. juli 1877 sammesteds), datter af højesteretsadvokat, senere generalfiskal Jens Laasby Rottbøll (1766-1824) og Ida Wilhelmine Sehested (1766-1839, gift 1. gang med kammerherre Frederik Berregaard til Kølbygård, 1751-1805, gift 1. gang 1777 med Sophie Antonette Auguste Sehested, 1757-1787).
Han er begravet på Holmens Kirkegård. Maleri i Højesteret. Litografi 1870 efter fotografi.